# Eyþór Ingi Gunnlaugsson
Eyþór Ingi Gunnlaugsson (* 29. Mai 1989 in Dalvík) ist ein isländischer Popsänger.

## Leben
Mit 15 Jahren spielte er in dem erfolgreichen Musical Oliver! in Akureyri mit. Weitere Rollen folgten, bevor er 2008 die Fernsehtalentshow Bandið hans Bubba gewann und fortan als professioneller Musiker arbeitete.
Er setzte sich mit dem Titel Ég á Líf (Ich lebe) im Finale der isländischen Vorentscheidungsshow Söngvakeppnin gegen sechs Mitbewerber durch und vertrat Island beim Eurovision Song Contest 2013 in Malmö. Das Lied landete nach dem Sieg der Vorentscheidungsshow auf Platz eins der isländischen Charts. Beim ESC-Finale in Malmö erreichte Eyþór den 17. Platz. Er war nach Paul Oscar im Jahre 1997 der erste Teilnehmer seines Landes, welcher sein Lied wieder auf Isländisch sang. Seit dem Eurovision Song Contest 1999 muss ein Land nicht mehr in seiner eigenen Landessprache antreten.
Er ist verheiratet mit Soffía Ósk Guðmundsdóttir; das Paar hat drei Kinder.